# Glyphis gangeticus
El tiburón del Ganges (Glyphis gangeticus) es una especie de elasmobranquio carcarriniforme de la familia Carcharhinidae. Es una rara especie de tiburón de agua dulce que habita en el río Ganges. No debe confundirse con Carcharhinus leucas, que también habita en el río Ganges y que a veces se denomina erróneamente tiburón del Ganges.

## Características
G. gangeticus es un típico tiburón carcarrínido. Tiene un color uniforme gris a marrón, sin un manchas discernibles. Es compacto, con un hocico redondeado y los ojos pequeños. La primera aleta dorsal está situada a la altura del último tercio de las aletas pectorales con su extremo posterior libre situado frente de la aleta pélvica. La segunda aleta dorsal es mucho más pequeña que la primera, pero sigue siendo relativamente grande. La aleta anal es ligeramente menor que la segunda aleta dorsal. Las aletas pectorales son amplias y en forma de hoz. Posee una fosa precaudal longitudinal superior, pero falta la cresta interdorsal.

## Distribución
El tiburón del Ganges, como su nombre indica, se limita en gran medida a los ríos del este y noreste de la India, en particular el río Hooghly de Bengala Occidental, el Ganges, el Brahmaputra, Mahanadi en Assam, Bihar y Orissa, respectivamente. También ha sido visto en puntos tan lejos como Bagdad. En bengalí se llama "baagh maach" que significa pez tigre. Habita en los cursos medio y bajo de los ríos.

## Historia natural
Aunque poco documentada, se sabe que sólo habitan en el agua dulce, estuarios y sistemas marinos costeros. Sus hábitos de alimentación son desconocidos. Su tamaño máximo es probablemente de unos 2 m. Posiblemente sea vivíparo; miden de 55 a 60 cm al nacer.
El tiburón del Ganges está en serio peligro de extinción. Es una parte vital del ecosistema del río. La mayoría de los países del este y nordeste de la India, tienen ríos propensos a inundaciones. Esto provoca grandes pérdidas de vidas humanas y animales. Estos tiburones al recoger los cadáveres,  ayudan a mantener limpio el río. Sin embargo, la generalizada y creciente de pesca ha disminuido la población de estos tiburones. Su aceite, junto con el de los delfines del Ganges es muy buscado.

## Peligro para los humanos
El tiburón parece representar una amenaza para los seres humanos, pero esto no ha sido probado. Aunque algunos consideran que el tiburón del Ganges es "extremadamente peligroso", hasta ahora ha sido imposible separar sus ataques de los de los tiburones sarda (Carcharhinus leucas). Lo más probable es que el tiburón del Ganges sea una especie especializada en capturar peces pequeños. Entre los tiburones que habitan en el Ganges, el tiburón sarda representa un mayor peligro potencial que esta extremadamente rara y amenazada especie. Según la Unión Internacional para la Conservación de la Naturaleza y los Recursos Naturales, el tiburón del Ganges es uno de los 20 tiburones en la "lista roja" de especies de tiburones en peligro de extinción.